# Into the light (David Coverdale)
...Into the light is het derde soloalbum van David Coverdale. Coverdale schreef later dat hij niet meer wilde voldoen aan het beeld dat hijzelf en zijn (al dan niet) fans van hem hadden. De band Whitesnake waar hij leiding aan gaf werd aan de kant geschoven (tijdelijk bleek later) en hij dook met allerlei musici de geluidsstudios in.

## Musici
- David Coverdale -zang, gitaar on ...Into the light en Cry for love
- Doug Bossi - gitaar, achtergrondzang
- Earl Slick - gitaar
- Marco Mendoza - basgitaar, Spaanse gitaar op Wherever you may go, achtergrondzang
- Denny Carmassi - drums
- Derek Hilland - toetsinstrumenten op ...Into the light, Living on love
- Mike Finnigan - orgel en piano
- John X. Volaitis - toetsinstrumenten en percussie op She give me, toetsinstrumenten & zang op Don't you cry & Don't lie to me, toetsinstrumenten op Too many tears, harp op Wherever you may go
- Reeves Gabrels - solo resolve op She give me
- Dylan Vaughan - gitaar op Don't you cry
- Tony Franklin - basgitaar op Don't you cry
- Bjorn Thorsud - tamboerijn op Don't you cry
- James Sitterly - strijkinstrumenten op Love is blind
- Ruy Folguera - strijkarrangement op Love is blind
- Jimmy Z - mondharmonica op Cry for love
- Linda Rowberry – zangduet op Wherever you may go

## Muziek
| Nr. | Titel                                     | Duur |
| --- | ----------------------------------------- | ---- |
| 1.  | ...Into the light (Coverdale)             | 1:16 |
| 2.  | River song (Coverdale)                    | 7:19 |
| 3.  | She give me... (Coverdale)                | 4:12 |
| 4.  | Don't you cry (Coverdale)                 | 5:47 |
| 5.  | Love is blind (Coverdale, Slick)          | 5:44 |
| 6.  | Slave (Coverdale, Slick)                  | 4:51 |
| 7.  | Cry for love (Coverdale, Bossi, Slick)    | 4:52 |
| 8.  | Living on love (Coverdale, Bossi, Slick)  | 6:31 |
| 9.  | Midnight blue (Coverdale, Slick)          | 4:58 |
| 10. | Too many tears (Coverdale, Ad Vandenberg) | 5:59 |
| 11. | Don't lie to me (Coverdale, Slick)        | 4:43 |
| 12. | Wherever you may go (Coverdale)           | 3:59 |

Drie andere tracks bleven op de plank liggen en verschenen later als download: As long as I have you, Oh no, not the blues again en All the time in the world.

## Hitnoteringen
Veel succes had het album niet, in thuisland Engeland stond het album slechts een week genoteerd op plaats 75 (week 7 oktober 2000). In Nederland en België haalde het de albumlijsten niet.